# Michael Wittmann

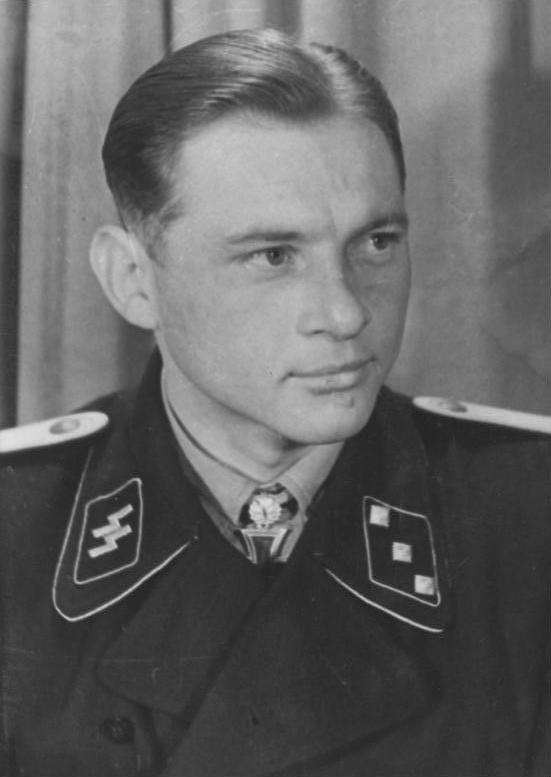
Michael Wittmann.

Michael Wittmann (Vogelthal, Alemania; 22 de abril de 1914 - Saint-Aignan-de-Cramesnil, Francia; 8 de agosto de 1944) fue un comandante de tanque de las Waffen SS durante la Segunda Guerra Mundial. Wittmann alcanzó el rango de SS-Hauptsturmführer (capitán) y fue condecorado con la Cruz de Caballero de la Cruz de Hierro.
Se le atribuye la destrucción de 141 carros de combate y 132 cañones anticarro, junto con un número desconocido de otros vehículos blindados, haciendo de él uno de los mejores ases de carros de combate de Alemania, junto con Johannes Bölter, Ernst Barkmann, Otto Carius y Kurt Knispel, quien fue el as con mayor número de tanques destruidos (168).
Wittmann es conocido sobre todo por su emboscada a elementos de la 7.ª División Acorazada británica, durante la batalla de Villers-Bocage el 13 de junio de 1944, en la que al mando de un solo Panzerkampfwagen VI Tiger, destruyó hasta 14 carros de combate y 15 vehículos de transporte junto con 2 cañones anticarro en 15 minutos.
Las circunstancias que rodean la muerte de Wittmann han provocado cierto debate y una discusión a lo largo de los años, pero había sido históricamente aceptado que fue el soldado Joe Ekins, artillero en un Sherman Firefly, el autor del tiro fatal. Sin embargo, en los últimos años, algunos historiadores han sugerido que los miembros del Regimiento Canadiense de Fusileros de Sherbrooke pueden haber sido los responsables.

## Biografía
Wittmann se alistó en la Wehrmacht como recluta en 1934. Sirvió en el 19.º Regimiento de Infantería. En 1937 se incorporó a las SS, en la Leibstandarte Adolf Hitler.

### Principios de la guerra
Su primera acción de guerra se produjo en la campaña polaca, como jefe de una autoametralladora, seguida por sus intervenciones en la Batalla de Francia como comandante de los nuevos cañones de asalto autopropulsados, el Sturmgeschütz III Ausf. A.
Durante la campaña griega, lanzada el 6 de abril de 1941, la Leibstandarte SS Adolf Hitler (LSSAH) forma parte de la punta de lanza que captura la capital griega y Wittmann ganó la Cruz de Hierro de Segunda Clase. Después de tres semanas de campaña, Alemania había conquistado Grecia.

### Frente Oriental

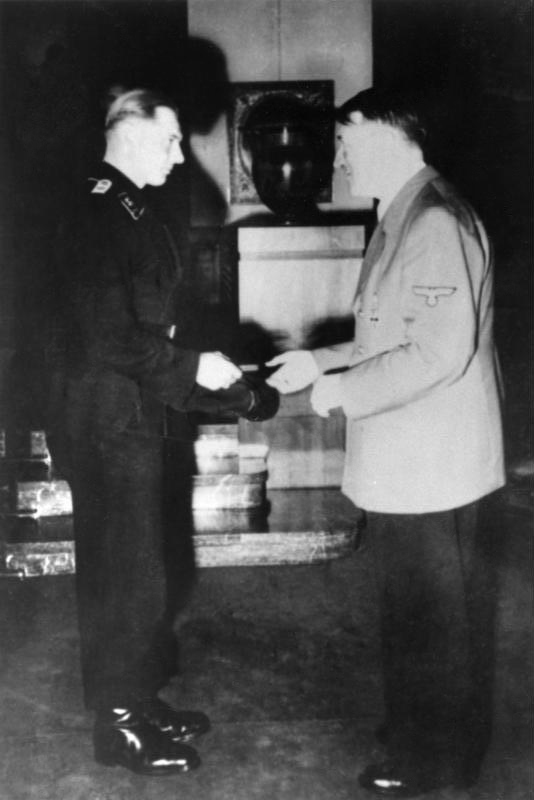
Adolf Hitler entregando a Wittmann las espadas para su Cruz de Caballero de la Cruz de Hierro.

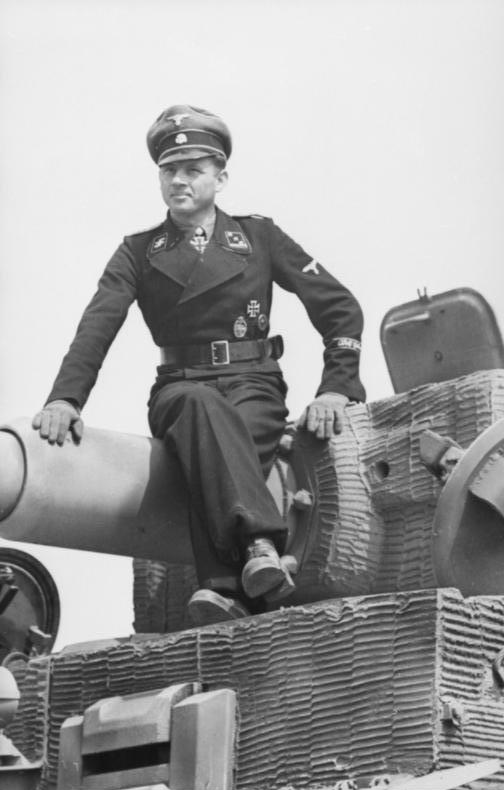
Wittmann en mayo de 1944.

Wittmann y su unidad fueron enviados primero a Checoslovaquia y luego a la Unión Soviética, donde pudo mostrar su valía como cazador de carros. En el avance sobre Rostov destruyó seis blindados soviéticos en una sola batalla, y ganó así la Cruz de Hierro de Primera Clase.
En 1942, después de un curso de adiestramiento de oficiales en Bad Tölz, volvió a su unidad donde comandó un Tiger I del 1.° Regimiento Panzer de las SS. En el frente oriental y meses siguientes, así como en la batalla de Kursk (junio de 1943), su cifra de vehículos destruidos aumentó considerablemente. Condecorado con la Cruz de Caballero el 14 de enero de 1944, con las Hojas de Roble tres semanas después, Wittmann alcanzó la extraordinaria cifra de 117 blindados enemigos destruidos y, en abril, fue puesto al mando de una compañía en el recién formado Schwere SS-Panzer Abteilung 101 (101.º Batallón Pesado Panzer o 101.º Batallón de Tanques Pesados). Después de la batalla de Villers-Bocage, fue condecorado con las Espadas para su Cruz de Caballero y ascendió a SS-Haupsturmführer (capitán), empleo con el que asumió el mando del Abteilung 101 a finales de julio.

### Normandía
En abril de 1944, la compañía de Tiger del LSSAH fue transferida al 101.º Batallón de Tanques Pesados de las SS. Este batallón fue asignado al I SS Panzer Korps y nunca estuvo unido permanentemente a ninguna división o regimiento. Wittmann dirigió la segunda compañía del batallón con el rango de SS-Hauptsturmführer
Después de la invasión aliada de Normandía, el batallón recibió la orden de trasladarse de Beauvais a Normandía el 7 de junio y, tras 5 días de marcha por carretera, el 12 de junio llegaron a su destino.
Debido a los avances anglo-estadounidenses en Normandía, la 352.ª División de Infantería alemana comenzó a ceder, y se retiró al sur, abriéndose una brecha de 12,1 km en las líneas alemanas cerca de Caumont-l'Éventé. Sepp Dietrich se ve obligado a ordenar a su única reserva, el 101 Batallón de Tanques Pesados de las SS, que se posicionase detrás de la División Panzer Lehr y la 12.ª División Panzer SS Hitlerjugend para cubrir su flanco izquierdo abierto.
Previendo la importancia estratégica de las tierras altas cerca de Villers-Bocage, la compañía de Wittmann fue colocada cerca de la ciudad. La 7.ª División Blindada británica recibió la orden de explotar la brecha en las líneas alemanas y capturar Villers-Bocage y una cresta cercana. Los británicos ocuparon la ciudad y la cresta durante la mañana del 13 de junio. Wittmann disponía de cinco tanques, de los cuales dos resultaron dañados. Se sorprendió al descubrir a los británicos en la zona de Villers-Bocage mucho antes de lo que se esperaba. Más tarde declaró:

No tuve tiempo para armar mi compañía, sino que tenía que actuar con rapidez, ya que tuve que asumir que el enemigo ya me había visto y me destruiría donde yo estaba. Me puse en camino con un tanque y ordené a los demás no retroceder un solo paso para mantener las posiciones.

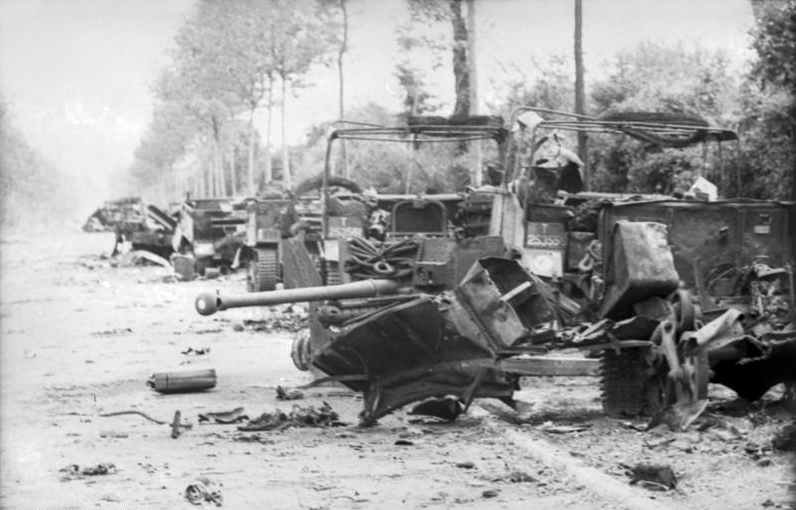
Los restos de la columna de transporte británica y un arma antitanque que Wittmann destruyó.

Su propio tanque alcanzó a 4 Cromwell británicos en la calle principal; en 5 minutos su unidad dejó fuera de combate a más de 23 tanques británicos.
Dos meses después, Wittmann fue acorralado por 8 Shermans: pudo alcanzar a 3 de ellos, pero los 5 restantes lo atacaron desde todos los ángulos haciendo pedazos su tanque. Cayó al frente de su unidad cuando su palmarés era de 141 tanques y cañones de asalto, y 132 cañones contracarro destruidos en menos de 2 años.
Michael Wittmann y su tripulación murieron en combate el 8 de agosto de 1944 y fueron enterrados en un lugar sin identificar. En marzo de 1983, durante la construcción de una carretera, se descubrió la fosa donde yacían los cuerpos, que fueron identificados gracias a piezas dentales de Wittmann y a la placa de identificación de su conductor, Heinrich Reimer. Los restos se trasladaron al cementerio militar alemán de La Cambe, situado entre Isigny-sur-Mer y Bayeux. En 2015 fue robada la lápida de la tumba.

## Wittmann en la cultura popular
Wittmann aparece a menudo en libros sobre los combates en Normandía. Varios sitios web están dedicados a su persona, al igual que diversos libros de autores como Patrick Afte, Simpson Gary L. y Franz Kurowski. El primero es un autor y editor miembro del grupo de historiadores revisionistas pro SS HIAG, mientras que el tercero es un prolífico autor que ha escrito biografías acríticas sobre miembros de las SS condecorados durante la guerra.

### Culto
Wittmann, alabado por la propaganda nazi durante su vida, se convirtió en «el héroe de todos los fanáticos del nazismo» después de la guerra, de acuerdo con el historiador militar Steven Zaloga. Otros historiadores han puesto en discusión el "culto al héroe" y del "legendario Wittmann" que perdura hoy en día. Wittmann se convirtió en una figura de culto tras la guerra gracias a sus logros como "as de panzers" (un multicondecorado comandante de carro) dentro del retrato que de las Waffen SS se ha hecho en la cultura popular. El historiador Stephen Hart ha comentado que "la leyenda de Wittmann se ha consolidado" y que "continúa estimulando un considerable interés para el público". El historiador militar Steven Zaloga se ha referido a Wittmann como "el héroe de todos los entusiastas del nazismo". Zaloga ha discutido la percepción que popularmente se tiene del combate tanque contra tanque como de "un torneo acorazado" -dos oponentes que se enfrentan cara a cara- en el que "el más valiente o mejor armado se lleva la victoria". Zaloga argumenta que dicha percepción es solamente "una tontería romántica". La mayoría de los comandantes de carro más exitosos fueron, de hecho, "asaltacaminos", que contaron con una ventaja táctica en el campo de batalla más que gozar de una superioridad técnica: el carro que era capaz de atacar a su oponente antes de que este pudiera detectarlo era el que solía vencer.
Wittmann aparece en el libro Panzer Aces, un relato hagiográfico ficcionalizado sobre las carreras de varios comandantes de carro exitosos escrito en 1992 por Kurowski. Smeiser y Davies describen la versión del Frente Oriental narrada por Kurowski como "un cuento de caballería", mostrando a las tropas alemanas "preocupadas por los heridos soviéticos, a pesar del gran número de atrocidades" cometidas por los rusos contra los prisioneros alemanes. En uno de los relatos recogidos por Kurowski, Wittmann destruye 18 carros en un solo encuentro, hecho por el que Sepp Dietrich, su oficial al mando, le concede la Cruz de Hierro y le pregunta si Wittmann tiene alguna petición. Sin dudar, Wittmann pide que se atienda a un soldado ruso herido con el que se ha encontrado. El libro está lleno de similares actos de humanidad.

### Evaluación como comandante de carro
Varios historiadores y autores han calificado la acción de Wittmann en Villiers-Bocage como impresionante, describiendo su ataque como "uno de los combates más impresionantes en la historia de la guerra acorazada", "una de las acciones individuales más devastadoras de la guerra" o "una de las emboscadas más devastadoras de la historia militar británica". El historiador Stephen Badsey sostiene que la emboscada de Wittmann ha llegado a eclipsar las acciones ocurridas entre el Día D y el 13 de junio en las narraciones históricas del periodo.
El historiador (y comandante de carro) alemán Wolfgang Schneider no es de la misma opinión. Analizando las acciones de Wittmann en Villers-Bocage cuestiona su habilidad táctica. Schneider argumenta: "un comandante de compañía de carros que sea competente no acumula semejante cantidad de errores". Llama la atención acerca de cómo Wittmann dispersó sus fuerzas en un camino con un carro averiado a la cabeza de la columna, impidiendo así la movilidad de su unidad. El solitario avance en Villers-Bocage fue duramente criticado ya que rompió "todas las reglas". No hubo recolección previa de inteligencia y no hubo un "centro de gravedad" o "concentración de fuerzas" ofensiva. Califica el avance de Wittmann hacia las posiciones británicas como "descuidado" y una "pura locura". Schneider añade que, a causa de las acciones de Wittmann, "el grueso de la 2a Compañía y la 1a Compañía comandada por Mobius se encontraron con un enemigo que se había puesto a la defensiva", añadiendo que "semejante premura no tenía justificación alguna". Concluye que si se hubiese lanzado un ataque bien preparado incluyendo el resto de su compañía y de la 1a Compañía, podrían haber logrado un resultado mucho más exitoso. Finalmente Schneider opina que "imprudencias de este tipo le costaron a Wittmann la vida y la de su tripulación... durante un ataque lanzado con un flanco expuesto".
El historiador Sönke Neitzel define a Wittmann como "el supuestamente exitoso" comandante de carro de la II Guerra Mundial y da testimonio de "la adoración al héroe" alrededor de su figura. De acuerdo con Neitzel, las altas cifras de carros destruidos por los "ases" alemanes deben ser interpretadas con prudencia, ya que es muy complicado determinar con fiabilidad, en el calor del combate, cuantos tanques fueron destruidos y por quién.
Steven Zaloga acredita a Wittmann con "alrededor de 135" carros destruidos y señala que 120 de los mismos fueron obtenidos en 1943, mientras operaba un Tiger I en el Frente Oriental. Con sus características de potencia de fuego y blindaje, el Tiger I era "prácticamente invulnerable en un encuentro frontal" contra cualquiera de los carros soviéticos del momento y Wittmann, por lo tanto, fue capaz de destruir los blindados enemigos desde una distancia segura. Zaloga concluye: "la mayoría de los "ases de panzer" de la II Guerra Mundial tuvieron simplemente la suerte de montar un carro prácticamente invulnerable armado con un cañón potente". Los documentos alemanes prueban que, a partir de 1944, la tecnología aliada se había puesto a la par con el Tiger I y que "no era posible merodear despreocupadamente por el campo de batalla obviando las reglas de las tácticas de combate entre fuerzas acorazadas". Zaloga está convencido de que la muerte de Wittmann reflejó esa nueva realidad: tras ser destinado a Francia, su tripulación tan solo duró dos meses y fue aniquilada por un carro medio británico, el mejorado Sherman Firefly.
En una publicación del año 2013, el historiador británico John Buckley criticó los relatos que muchos historiadores continuaban elaborando sobre el combate de Villers-Bocage. Buckley sostiene que, al atribuir erróneamente todo el éxito alemán a Wittmann, "muchos historiadores continúan hoy en día reutilizando de manera acrítica la propaganda nazi de la época". 

## Vida personal
El 1 de marzo de 1944, Wittmann se casó con Hildegard Burmester en Lüneburg.

## Carrera en las SS
- Número de serie en las SS: 311.623

### Fechas de obtención de grados militares
- SS-Mann: 1 de abril de 1937
- SS-Sturmmann: 11 de noviembre de 1937
- SS-Unterscharführer: 20 de abril de 1939
- SS-Oberscharführer: 9 de noviembre de 1941
- SS-Untersturmführer: 21 de diciembre de 1942
- SS-Obersturmführer: 30 de enero de 1944
- SS-Hauptsturmführer: 21 de junio de 1944